# Día Internacional de los Afrodescendientes

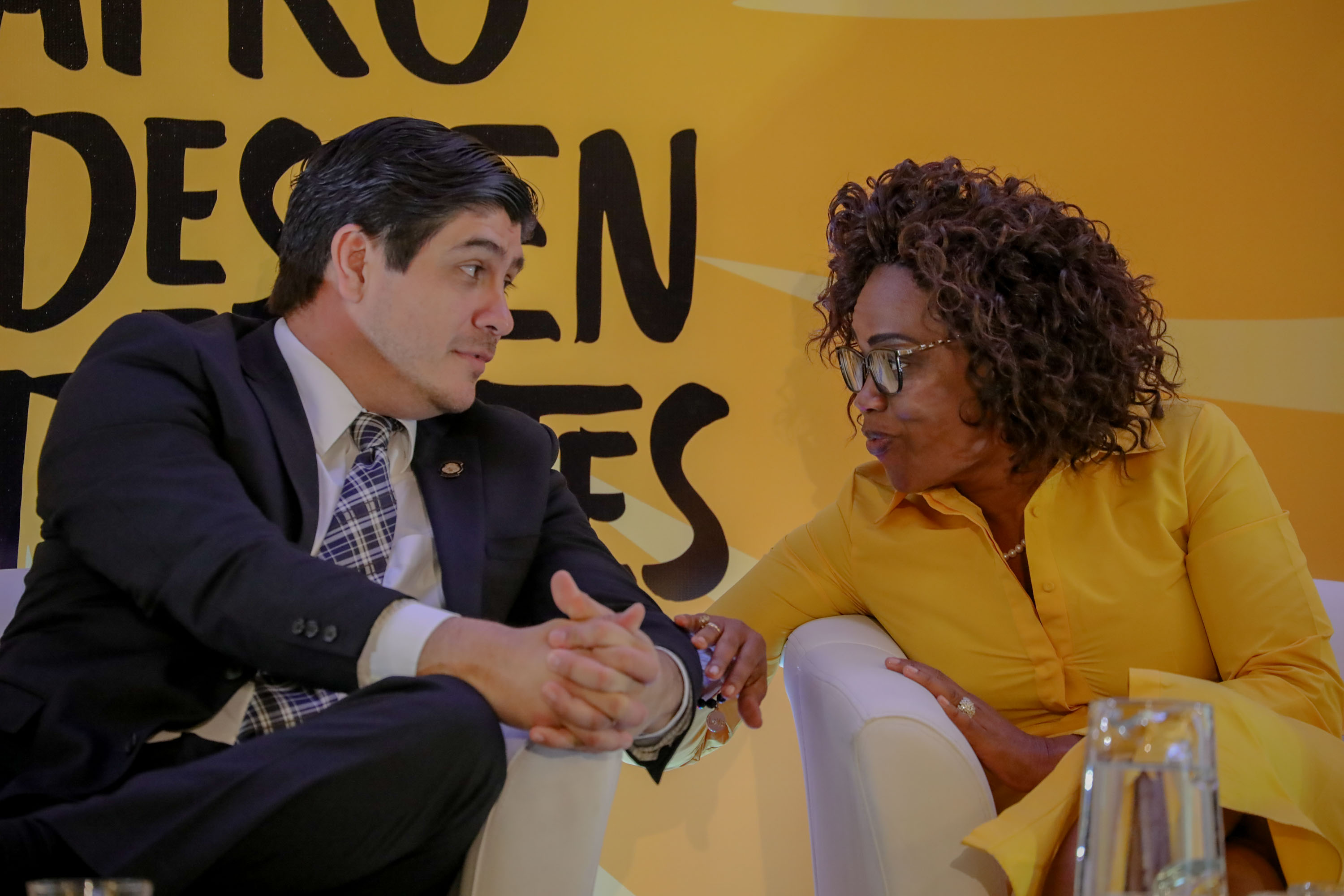
La Vicepresidenta de Costa Rica, Epsy Campbell, junto al Presidente Carlos Alvarado Quesada. (Fotografía: 2019).

El Día Internacional de los Afrodescendientes se celebra el 31 de agosto desde el año 2021. Fue declarado por parte de la Organización de las Naciones Unidas, mediante la resolución 75/170 del 16 de diciembre de 2020, tras una propuesta impulsada por la vicepresidenta de Costa Rica, Epsy Campbell Barr, por medio de la Misión Permanente de Costa Rica en Nueva York.

## Historia
En agosto de 1920 se celebró en Nueva York la Primera Convención Internacional de los Pueblos Negros del Mundo y como resultado de las discusiones, dirigidas por Marcus Garvey con miles de delegados de diferentes países, se adoptó la "Declaración de los Derechos de los Pueblos Negros del Mundo".
El artículo 53 de dicha Declaración proclamó el 31 de agosto de cada año como un día internacional para celebrar a los pueblos negros. Una fecha que, sin embargo, nunca había sido adoptada por ningún organismo internacional.
Por ello, la vicepresidenta de Costa Rica, Epsy Campbell Barr, quien es la primera mujer afrodescendiente en ser electa popularmente para ocupar ese cargo en el continente americano, anunció la presentación de la iniciativa en un vídeo publicado por diversos medios de comunicación.
De acuerdo con la vicepresidenta Campbell, la intención con proclamar el Día Internacional de los Afrodescendientes era hacer justicia a sus luchas, esperanzas y resistencias, trayendo a la luz este hito en un contexto donde la creciente movilización por la justicia racial, la igualdad y la inclusión de millones de personas bajo la consigna "Black Lives Matter".

## Proceso de negociación
La Misión Permanente de Costa Rica ante las Naciones Unidas en Nueva York presentó, el 4 de noviembre de 2020, el proyecto de resolución ante la Tercera Comisión de la Asamblea General de Organización de las Naciones Unidas. En un principio, el texto contaba únicamente con el copatrocinio de Antigua y Barbuda, Belice, El Salvador, Guatemala, Honduras, Panamá y Perú, por lo que se intensificaron las jornadas de diálogo y negociaciones con las demás delegaciones.
Tan solo unas semanas después, el 19 de noviembre de 2020, el embajador Rodrigo Alberto Carazo Zeledón pronunció un emotivo discurso ante el foro para presentar el proyecto. Sorpresivamente, la resolución sumó el copatrocinio de más de 50 países de todas las regiones del mundo: Angola, Antigua y Barbuda, Argentina, Armenia, Bahamas, Belice, Bélgica, Bolivia, Brasil, Cabo Verde, Canadá, Colombia, Costa Rica, Costa de Marfil, Cuba, Ecuador, El Salvador, Gambia, Gabón, Granada, Guatemala, Guinea, Guinea Ecuatorial, Guyana, Honduras, India, Jamaica, Kenia, Malí, Malta, México, Marruecos, Mozambique, Namibia, Nigeria, Panamá, Paraguay, Perú, Portugal, República Dominicana, Tanzania, Rusia, Santa Lucía, Santo Tomé y Príncipe, Senegal, Sierra Leona, Surinam, Timor Oriental, Túnez, Uganda, Ucrania y Venezuela.
Tras ser adoptada por aclamación, la delegación de Estados Unidos fue la única que hizo uso de la palabra para desasociarse del párrafo preambular cinco del proyecto de resolución A/C.3/75/L.51/REV.1.
Dicho párrafo hace notar la resolución 43/1 del Consejo de Derechos Humanos de 19 de 3 de junio de 2020 con motivo del asesinato de George Floyd, en la que el Consejo condenó enérgicamente "la persistencia entre las fuerzas del orden de prácticas violentas y discriminatorias de carácter racista y el uso excesivo de la fuerza contra los africanos y los afrodescendientes". Asimismo, criticó el racismo estructural del sistema de justicia penal en todo el mundo. Dicha resolución fue cuestionada por la Administración del Presidente Donald Trump, en voz del Secretario de Estado, Mike Pompeo.
La inclusión de esa referencia en el proyecto de resolución para declarar el Día Internacional de los Afrodescendientes molestó a Estados Unidos. Aunque no se opuso a la aprobación del texto en la Tercera Comisión, tampoco fue parte de los países copatrocinadores.
El 16 de diciembre de 2020 el proyecto de resolución, que había sido previamente acogido por la Tercera Comisión, fue conocido por el pleno de la Asamblea General de la ONU donde fue aprobado por aclamación.
El 2021 será el primer año en el que se celebre el Día Internacional de los Afrodescendientes.